# Koiladi
Koiladi (nep. कोइलाडी) – gaun wikas samiti we wschodniej części Nepalu w strefie Sagarmatha w dystrykcie Saptari. Według nepalskiego spisu powszechnego z 2001 roku liczył on 1065 gospodarstw domowych i 4364 mieszkańców (2065 kobiet i 2299 mężczyzn).